# Россет, Иосиф Иванович
 Иосиф (Осип) Иванович Россет (Росета, Россета, Россети) (около 1752—1814) — швейцарец на русской службе, офицер Российского императорского флота, участник русско-турецкой войны 1787—1791 годов, штурме Очакова и Измаила, Мачинского сражения. Георгиевский кавалер, капитан-лейтенант, инспектор одесского портового карантина, коллежский советник.

## Биография
В «Воспоминаниях о детстве и молодости» дочь Иосифа Россет Александра пишет, что Шевалье де Россет (le Chevalier de Rossett) родился около 1752 года, уроженец «Руссильона, смежного с Швейцарией». Его мать была сестрой швейцарского генерала и государственного деятеля, наставника и учителя российского императора Александра I Ф. Лагарпа. В 15 лет И. И. Россет покинул отчий дом. Прослушал курс наук в Венском университете, после чего три года работал драгоманом в Порте. Историк-архивист С. В. Житомирская указывает, что Россет получил образование в Генуе, затем служил во Франции, под руководством принца К. Г. Нассау-Зигена.
В 1787 году Россет был принят «из швейцарской нации на русскую службу» в Российский флот. В России именовался как Осип (Иосиф) Иванович. Участник русско-турецкой войны 1787—1791 годов. 29 марта 1788 года произведён в мичманы. Служил флагманским офицером в гребной флотилии принца К. Г. Нассау-Зигена, затем назначен командиром яхты. 7 июня 1788 года произведён в лейтенанты. Командуя яхтой участвовал в сражениях под Очаковом: 7 июня с неприятельской гребной флотилией, 17-18 июня 1788 года — с турецкими парусными кораблями. 12 августа 1788 года был назначен флигель-адъютантом штаба князя Г. А. Потемкина и определён командиром бомбардирского катера № 8. 27 октября того же года в штабе Потемкина-Таврического был назначен для «обгербования неприятельского флота и для дальнейших сигналов». 6 декабря 1788 года участвовал в штурме Очакова за был награждён орденом Святого Владимира 4-й степени

В 1789 году, командуя судном «Паландре», был в походе под Аккерманом под командой генерал-майора О. М. Де-Рибаса. В 1790 году в составе Дунайской флотилии участвовал в боевых действиях при взятии Тульчи, Исакчи и штурме Измаила, где был отмечен графом А. В. Суворовым-Рымникским. В рапорте Де-Рибаса князю Потёмкину от 4 декабря 1790 года также отмечалась отменная храбрость флигель-адъютанта Россета. 11 мая 1791 года, по особому засвидетельствованию покойного графа Суворова-Рымникского, «за ревность в службе, оказанную во время прошедшей Турецкой войны, особенно при штурме Измаила», удостоен орденом Святого Георгия 4 класса № 835 (448). В 1791 году был в боях под Бободаем, Браиловым, участвовал в Мачинском сражении. 12 февраля 1792 года произведён в капитан-лейтенанты.
В 1793 году был командирован на фрегат «Лансон» адмирала Н. С. Мордвинова и в том же году был командирован на новопостроенный фрегат «Поспешный» командиром. В 1797 году был аттестован генерал-майором Матвеевым как «добропорядочный офицер, достойный в повышении чина». 16 сентября 1997 подал прошение об отставке, 23 октября того же года был отставлен от службы и убыл в Швейцарию.
В 1802 году вернулся в Россию. По именному высочайшему указу от 12 декабря 1802 года определён на должность инспектора одесского портового карантина (нынешняя таможня) с чином надворного советника. В 1803 году основал первую типографию в Одессе. 26 января 1804 года за отличное усердие к службе пожалован коллежским советником и получил одновременно наградные 1000 рублей. В 1805 и 1806 годах исполнял поручение по отправке в Корфу войск и провианта, за что в феврале 1807 года пожалован орденом Святой Анны 2-й степени за отличие.
Принимал участие в заседании Строительного комитета Одессы до самой кончины.
Умер в 1814 году в Одессе.

## Семья
Иосиф Россет был женат на Надежде Ивановне урождённой Лорер, немки по отцу и грузинской княгине по матери Екатерине Евсеевны Лорер, урожденной Цициановой. Брат жены Николай Лорер — был военным, декабрист. После смерти Иосифа Россета Надежда Ивановна вышла замуж за генерала Ивана Карловича Арнольди.
В браке у Россетов родилось пять детей: четыре сына и одна дочь:
- дочь — Смирнова, Александра Осиповна (1809—1882) — фрейлина русского императорского двора, знакомая, друг и собеседник А. С. Пушкина, В. А. Жуковского, Н. В. Гоголя, М. Ю. Лермонтова, жена Н. М. Смирнова (1807—1870) —дипломата и мемуариста, тайного советника, калужского (1845—1851) и санкт-петербургского (1855—1861) губернатора, сенатора.
- сын — Климентий Осипович (1811—1866) — воспитание получил в Пажеском корпусе, служил на военной службе в пехоте, в 1846 году вышел в отставку майором.
- сын — Аркадий Осипович (1812—1881) — генерал-лейтенант, Виленский и Минский гражданский губернатор, сенатор, товарищ министра государственных имуществ.
- сын — Иосиф Осипович (1812—1854) — полковник, был женат на Софии Ивановне — побочной дочери генерал-лейтенанта И. З. Ершова[13].
- сын — Александр (Карл) Осипович Россет (1813—1851) полковник.